# Schorbach (rivière)
Pour les articles homonymes, voir Schorbach (homonymie).
Le Schorbach est un ruisseau qui coule dans le pays de Bitche en Moselle. C'est un affluent de la Horn et donc un sous-affluent du Rhin.

## Hydronymie
Le Schorbach est mentionné dès 1210 sous la forme Schorpach, ce qui en vieil allemand signifie très vraisemblablement « ruisseau des cistudes » (tortues des marais). Il donne son au nom à la commune éponyme, qu'il traverse.

## Géographie
Le ruisseau prend source au Sud de la commune de Schorbach. Il se dirige vers le Nord et recueille les eaux du Mittelbach et de l'Angstbach. À partir de là, il prend une direction nord-est et entre dans le village, où il recueille le Rodenbach. Il continue sa course et recueille le Seilbach à la sortie de Schorbach. Il tourne ensuite légèrement pour se diriger vers l'Est et se jeter dans la Horn,.

## Affluents
- Mittelbach
- Angstbach[3]
- Rodenbach[2]
- Seilbach[4]